# Trichophora convexinervis
Trichophora convexinervis är en tvåvingeart som beskrevs av Wulp 1892. Trichophora convexinervis ingår i släktet Trichophora och familjen parasitflugor. Inga underarter finns listade i Catalogue of Life.